# Сахипов, Ерен Бахитович
Ерен Бахитович Сахипов (31.03.1942) — педагог, учёный, общественный деятель.

## Биография
Родился 31 марта 1942 года в Уральской области.
В 1959 году окончил среднюю школу.
1959-1964. Окончил естественно-географический факультет Казахского педагогического института.
1965-1968. Аспирант в отделе микробиологии Академии наук Казахской ССР.
1968-1970. Научный сотрудник института ботаники Академии наук Казахской ССР.
1968. Кандидат биологических наук, доцент.
1970-1976. Проректор по научной и учебной работе Гурьевского педагогического института.
1976-1983. Ректор Гурьевского педагогического института.
1983. Старший научный сотрудник института Академии наук Казахской ССР, заведующий отделом в Совете Министров Казахской ССР.

## Научные труды
Активно занимался общественной работой. Возглавлял областное общество «Знание». Благодаря его труду были созданы условия для обучения талантливой молодежи за рубежом. Автор около 30 научных трудов. Имеет несколько наград, грамот.